# Stinson Aircraft
Die Stinson Aircraft Company war ein US-amerikanischer Hersteller von Flugzeugen mit Sitz in Detroit. 

## Geschichte

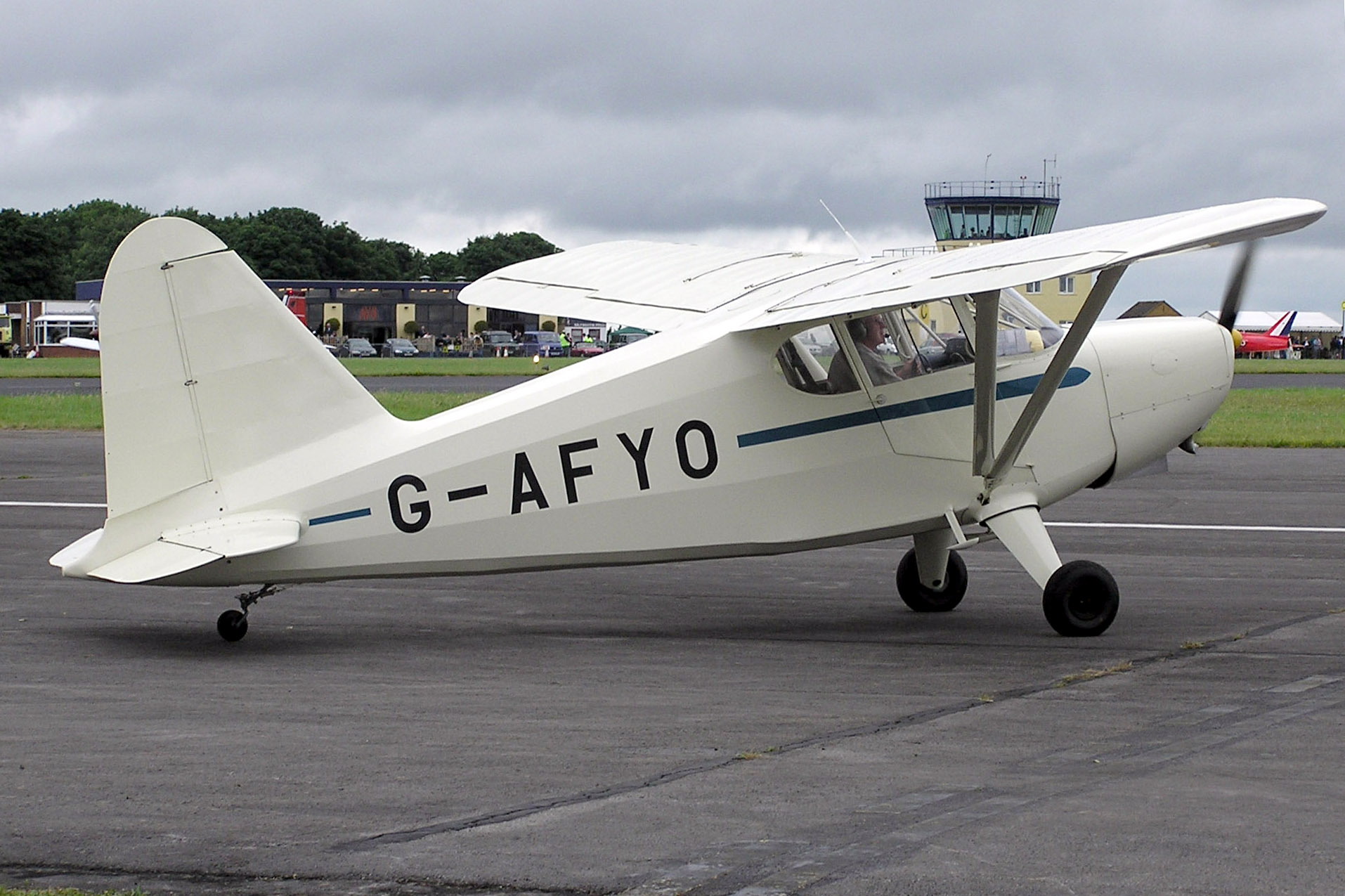
Stinson HW-75 (auch 105 genannt) von 1939.

Im Jahr 1926 gründete Eddie Stinson das Unternehmen Stinson Airplane Syndicate, um die Stinson Detroiter zu bauen, ein robustes, für die Detroiter Handelskammer entwickeltes Flugzeug (unter anderem geflogen von Ruth Elder und den Stinson-Schwestern Katherine und Marjorie). Im Jahr 1929 wurde die Stinson Aircraft von der Holdinggesellschaft Cord Corporation aufgekauft, welche bereits in Besitz der Motorenfabrik Lycoming sowie der Corman Aircraft war. Dieser Flugzeughersteller ging im Zuge der Übernahme in Stinson Aircraft auf, welche im Anschluss mit der Fertigung ihres ersten Verkehrsflugzeugs, der Stinson SM-6000, begann.
Das Luftfahrtkonsortium Aviation Corporation (AVCO), dem neben American Airways auch mehrere Flugzeugwerke und Motorenhersteller gehörten, kaufte die Cord Corporation im Jahr 1934 auf, wobei deren zwei Tochterfirmen Stinson Aircraft und Airplane Development Corporation in den Besitz des Konsortiums übergingen. Aus den zwei Unternehmen formte AVCO im Jahr 1936 die Vultee Aircraft. 
Stinson Aircraft blieb als eigenständiger Geschäftszweig von Vultee bestehen, fertigte aber im Anschluss nur noch Leichtflugzeuge wie die Stinson HW-75, aus dem im Jahr 1942 das militärische Verbindungsflugzeug Stinson L-5 entstand. Im Jahr 1943 fusionierten Vultee und Consolidated Aircraft zur Consolidated Vultee Aircraft Corporation, wobei auch die Leichtflugzeugsparte in deren Besitz überging. Im Jahr 1948 kaufte Piper Aircraft diesen Unternehmensbereich und integrierte Stinson Aircraft in das eigene Unternehmen.

## Flugzeugmodelle von Stinson (Auswahl)
- Detroiter
- HW-75, ein ziviles Leichtflugzeug, aus dem die L-5 hervorging
- L-5, ein einmotoriges Leichtflugzeug, das als Aufklärungs-, Sanitäts- und Versorgungsflugzeug eingesetzt wurde.
- Reliant, ein einmotoriges, 4-5-sitziges Flugzeug, das unter anderem von der US-Marine, der britischen Marine sowie der US-Küstenwache eingesetzt und von 1933 bis 1948 gebaut wurde.
- SM-6000, erstes dreimotoriges Verkehrsflugzeug des Herstellers, auch als Model T bezeichnet.
- Model A, dreimotoriges Verkehrsflugzeug, Nachfolgemodell für die SM-6000 und Model U.
- Model O
- Model U, letzte Version der SM-6000 (Model T) mit geänderter Triebwerksanordnung.